# 鶴岡市立温海中学校
鶴岡市立温海中学校（つるおかしりつ あつみちゅうがっこう）は、山形県鶴岡市にある公立中学校。

## 概要
1998年に当時の温海町内の3中学校（温海、念珠関、福栄の各中学校）が統合し、統合校の温海中学校が開校した。

## 沿革
- 1998年（平成10年）4月1日 - 温海町内の3中学校が統合して、温海町立温海中学校が開校[2]。
- 2005年（平成17年）10月1日 - 合併により、鶴岡市立温海中学校に改称。

## 通学区域
- 旧温海町全域

## 校歌
作詩を詩人の茨木のり子が、作曲を鶴岡市出身の作曲家である佐藤敏直が担当した。

## 周辺の主な施設
- 日本海東北自動車道・あつみ温泉インターチェンジ